# Bombyx versicolore
Endromis versicolora
Genre
Espèce
Le Bombyx versicolore ou le Versicolore, Endromis versicolora, est une espèce de lépidoptères (papillons) de la famille des Endromidae. Elle est l'unique représentante du genre monotypique Endromis.

## Caractéristiques
Les papillons mâles ont une longueur de l'aile antérieure (LAA) de 25 à 30 mm. Ils sont actifs de jour.
La chenille est vert vif avec des bandes latérales claires et une saillie pointue sur le 8e anneau abdominal.

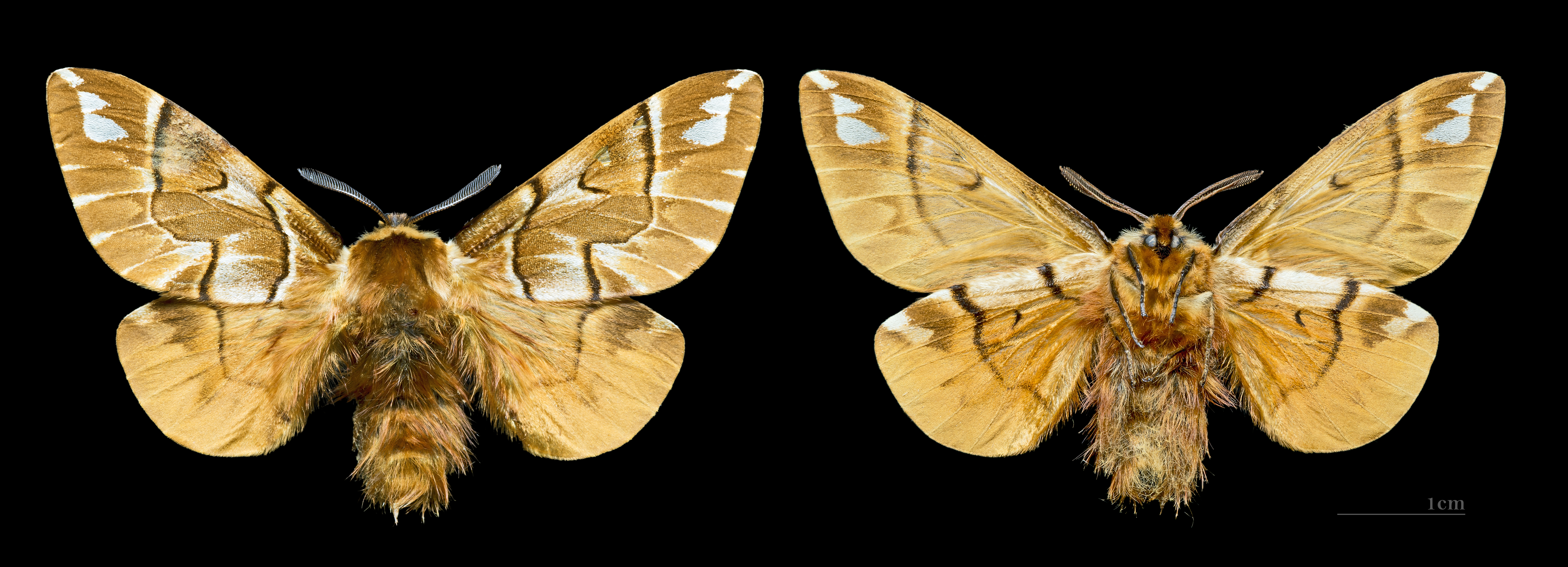
Imago mâle – coll. MHNT
Imago femelle – coll. MHNT
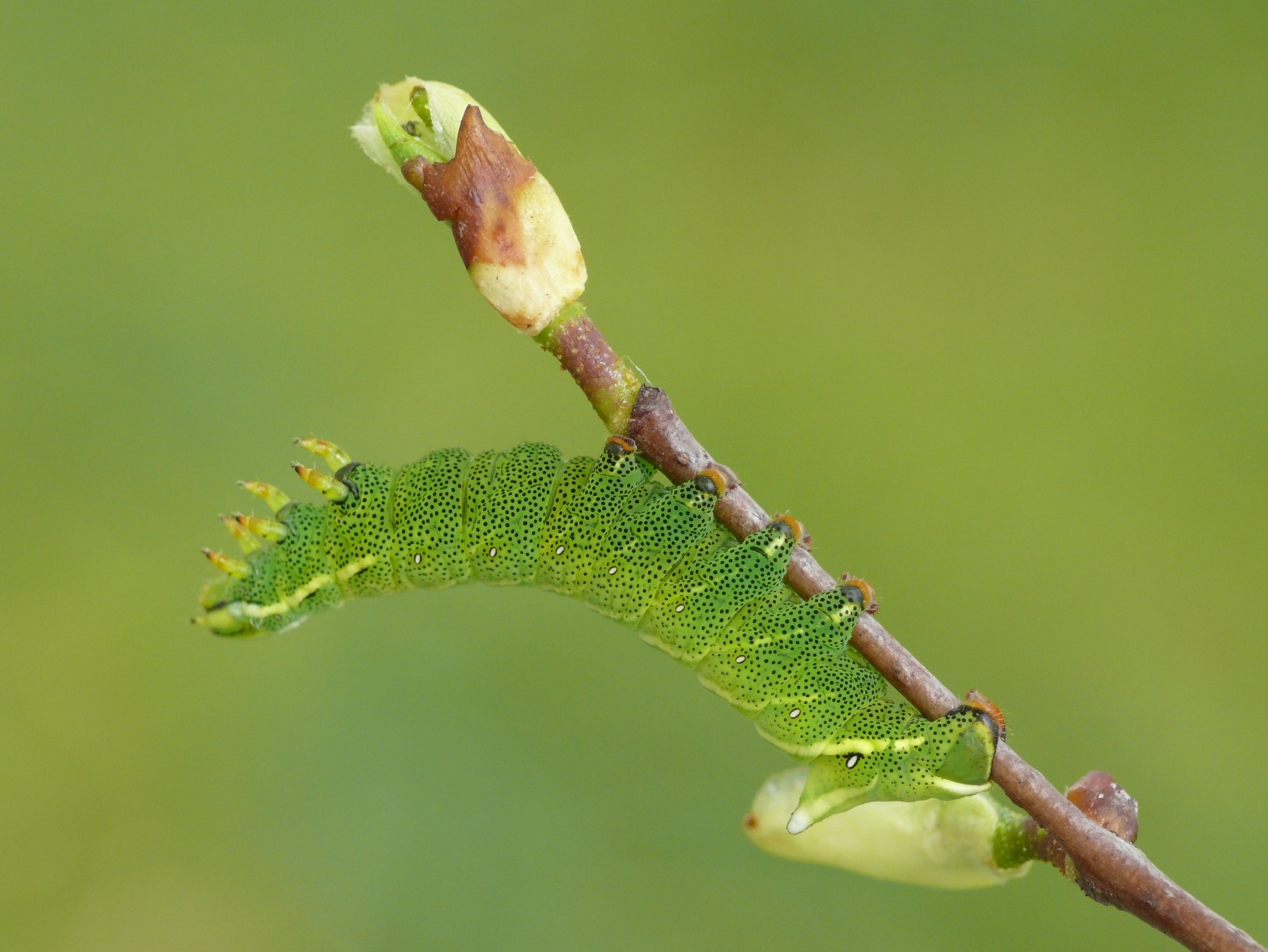
Chenille.
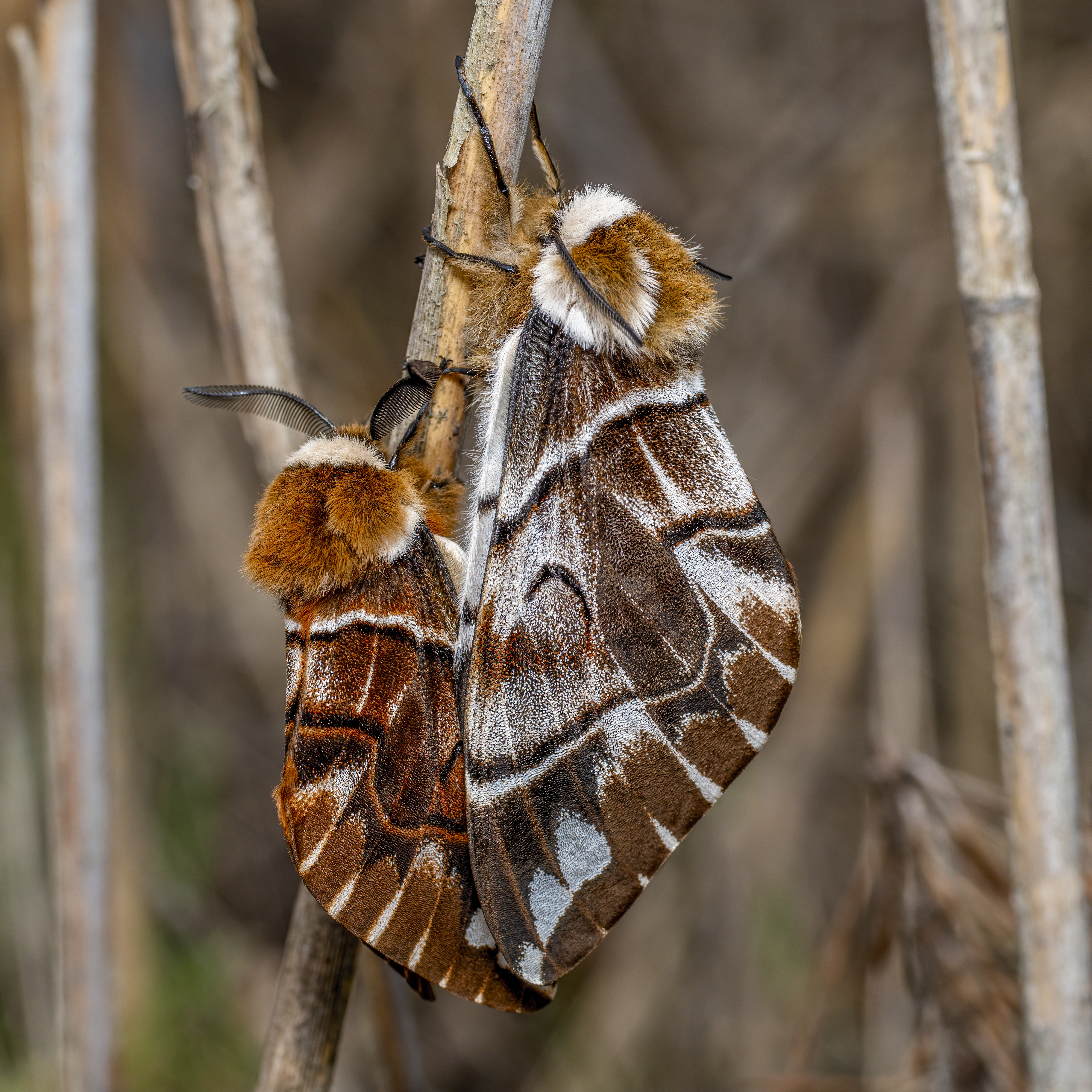
Des Bombyx versicolores en Estonie. Mai 2020.

## Biologie
L'espèce est univoltine, avec une période de vol allant de mars à mai. L'adulte ne se nourrit pas.
Les plantes hôtes sont des Betula, Corylus, Tilia, Alnus, etc.

Répartition en Europe de l'Ouest.

## Répartition et habitat
L'espèce est répandue sur une aire allant de l’Ouest de l’Europe à l’Est de la Sibérie.
Ses habitats sont les forêts de bouleaux.

## Systématique
L'espèce actuellement appelée Endromis versicolora a été décrite par le naturaliste suédois Carl von Linné en 1758, sous le nom initial de Phalaena versicolora.
Elle est l'espèce type et unique espèce du genre monotypique Endromis, décrit par l'entomologiste allemand Ferdinand Ochsenheimer en 1810.
Il existe une sous-espèce particulière dans le Caucase et en Anatolie : Endromis versicolora eichleri Alberti, 1975.